# Let It Be (песня)
«Let It Be» (с англ. — «Пусть будет так; Пусть так и будет») — песня группы The Beatles, выпущенная в марте 1970 года в качестве сингла, позднее вошла также в альбом Let It Be. Написана Полом Маккартни (авторство приписано Леннону и Маккартни). Песня стала последним синглом «Битлз» перед тем, как Маккартни объявил о своём уходе из группы.
Песня заняла первые места в европейских хит-парадах.

## Сочинение и запись
Маккартни говорил, что замысел «Let It Be» пришёл к нему после того, как, во время записи «Белого альбома», он увидел во сне свою мать. Маккартни объяснял, что его мать (которая умерла от рака, когда Полу было 14 лет) вдохновила на слова «Mother Mary». Он говорил: «Я чувствовал себя счастливым после этого сна. Это и побудило меня написать „Let It Be“». Позднее Маккартни рассказывал, что во сне мать говорила ему: «Всё будет хорошо, просто пусть будет так (let it be)».
Первая репетиция «Let It Be» состоялась 3 января 1969 года в Twickenham Film Studios, где Битлз начали работать над новым фильмом — «Пусть будет так».
Фонограмма была записана 31 января 1969, как часть «Представления студии Apple». Маккартни играл на фортепиано Blüthner, Леннон играл на бас-гитаре, Билли Престон на электрооргане, а Джордж Харрисон и Ринго Старр, как обычно, на гитаре и ударных соответственно.
6 марта 1970 года был выпущен сингл «Let It Be». 26 марта 1970 года Фил Спектор перемикшировал песню для альбома Let It Be. Ещё один вариант был смикширован для альбома Let It Be… Naked 2003 года.

## Участники записи
- Пол Маккартни — основной вокал, бэк-вокал, фортепиано
- Джон Леннон — бас-гитара, бэк-вокал
- Джордж Харрисон — гитара
- Ринго Старр — ударные
- Билли Престон — орган Хаммонда
- Линда Маккартни — бэк-вокал
- Ансамбль духовых и струнных инструментов (аранжировка Дж. Мартина)[13]

## Выход песни
Песня вышла в виде сингла (сторона «А» — «Let It Be», сторона «Б» — «You Know My Name») и попала в альбом Let It Be, и все эти издания вышли в 1970 году. Песня также попадала в альбомы, которые вышли после распада.

## Ferry Aid
В 1987 году песня была записана благотворительной супергруппой Ferry Aid (в которую входил Маккартни). В течение трёх недель она занимала первое место в британских чартах, и вошла в десятку лучших во многих европейских странах. В куплете Маккартни использовалась оригинальная версия сессий «Let It Be» группы Beatles. Ferry Aid исполнила кавер-версию «Let It Be» в качестве благотворительного сингла для сбора средств в пользу жертв катастрофы в Зебрюгге. Среди приглашённых артистов были Маккартни, Бой Джордж, Марк Нопфлер и Кейт Буш, а также ансамблевый хор, состоящий из медийных личностей и других музыкантов. Хотя вклад Маккартни был взят из записи Beatles, он снял отрывок своего пения под трек для включения в музыкальный клип. Сингл возглавлял британский чарт на протяжении трёх недель и получил золотой статус за продажу более 500 000 копий. Он также стал хитом номер 1 в Норвегии и Швейцарии.